# 스티브 트레버
스티브 트레버(영어: Steve Trevor)는 DC 코믹스의 등장인물로, 원더 우먼의 조력자이자 연인이다. 1941년 《올 스타 코믹스》 8호에서 처음으로 등장했다.

## 뉴52
5년 전 스티브 트레버와 어맨다 월러의 대화에서, 스티브는 원더 우먼과 아마존 여인들이 전혀 위협적인 존재가 아니라고 설득했다. 원더 우먼이 워싱턴 D.C.에 머무를 때 스티브는 정부의 연락 요원 역할을 했다. 이후 대통령이 직접 승인한 국가부서 A.R.G.U.S.의 수장이 된다.